# Kijimi
Astre fictif apparaissant dans
Star Wars.
Kijimi est une planète de l'univers de Star Wars.

## Contexte
L'univers de Star Wars se déroule dans une galaxie qui est le théâtre d'affrontements entre les Chevaliers Jedi et les Seigneurs noirs des Sith, personnes sensibles à la Force, un champ énergétique mystérieux leur procurant des pouvoirs parapsychiques. Les Jedi maîtrisent le Côté lumineux de la Force, pouvoir bénéfique et défensif, pour maintenir la paix dans la galaxie. Les Sith utilisent le Côté obscur, pouvoir nuisible et destructeur, pour leurs usages personnels et pour dominer la galaxie.

## Géographie
Kijimi est une planète montagneuse et froide. Son atmosphère est brumeuse. La capitale est Kijimi City, où se trouve le Quartier des voleurs. C'est ici notamment que l'atelier de Babu Frik se situe.

## Histoire
Longtemps avant les affrontements entre la Résistance et le Premier Ordre, les moines Bendu construisent un temple sur Kijimi.
Poe Dameron est un temps un trafiquant d'épice à Kijimi, et y connaît alors Zorii Bliss. En 34 ap. BY, Zorii Bliss dirige les Passeurs d'épice de Kijimi, un groupe de contrebandiers qui siège dans le Quartier des voleurs.
Afin d'accéder à un texte Sith stocké dans la mémoire de C-3PO, Poe Dameron et quelques autres membres de la Résistance se rendent à Kijimi. Ils y trouvent l'anzellan Babu Frik, un membre des Passeurs d'épice et expert du piratage des droïdes. Babu Frik parvient à pirater C-3PO, ce qui a comme conséquence d'effacer la mémoire du droïde,.

## Concept et création
Selon le superviseur créatif des effets de créature de L'Ascension de Skywalker Neal Scanlon et l'artiste conceptuel Ivan Manzella, Steven Spielberg a « sauvé » Babu Frik de l'explosion de Kijimi en se plaignant qu'au moment de la destruction de la planète dans le film il soit présumé que Babu Frik se trouve dessus,.